# Joey Molland
Joseph Charles Molland (21 de junio de 1947 – 1 de marzo de 2025) fue un compositor británico y guitarrista de rock cuya carrera discográfica abarca cinco décadas. Fue más conocido como miembro de Badfinger, el más exitoso de los actos con los que actuó. Molland era el último miembro superviviente de la formación clásica de la banda. Vivía en Minneapolis, Minnesota.

## Carrera
Originalmente miembro de varios grupos de rock en Liverpool, como The Assassins y The Profiles, Molland comenzó su carrera discográfica en 1965 cuando se unió a The Masterminds. Este grupo lanzó un sencillo en Immediate Records IM 005, que consiste en una  portada de "Bob Dylan" She Belongs to Me "respaldada por una banda original, "Taken My Love". Después de esto, el grupo se disolvió y Molland se unió al grupo de apoyo de The Merseys. Aunque nunca grabó con ellos, los acompañó de gira.
La carrera discográfica de Molland comenzó de verdad en 1967 cuando se unió a Gary Walker (antes de The Walker Brothers) para el grupo 'Gary Walker & The Rain'. The Rain lanzó varios sencillos, un  EP y un álbum en  Polydor y  Philips  sellos en el Reino Unido y Japón entre 1967 y 1969. Titulado  # 1, el álbum contó con cuatro composiciones de Molland y fue especialmente bien recibido en Japón, pero la falta de éxito en su base de origen en el Reino Unido hizo que la banda se disolviera en 1969.
En noviembre de 1969, Molland audicionó para The Iveys y fue contratado. Los Iveys eran un grupo de grabación conspicuo en el momento de Apple Records (un sello lanzado por The Beatles). Los Ivey cambiaron su nombre a "Badfinger" después de despedir al bajista original Ron Griffiths, trasladar al guitarrista Tommy Evans al bajo y comenzar a Molland como guitarrista. La banda disfrutó de una serie de exitosos sencillos y álbumes durante los dos años siguientes. Durante la asociación de Molland con Apple, hizo apariciones especiales en dos álbumes de George Harrison,  All Things Must Pass  y  The Concert For Bangla Desh,  y el John Lennon álbum,   Imagine .
Molland dejó Badfinger a finales de 1974 debido a desacuerdos sobre la gestión. En 1975, se unió a Jerry Shirley (antes de  Humble Pie) y formó un grupo llamado Natural Gas. La banda lanzó su álbum homónimo en Private Stock Records en 1976, y disfrutó de una exitosa gira con Peter Frampton al año siguiente. Según Molland, una falta general de organización llevó a la desaparición de la banda a fines de 1977.
Molland y el excompañero de banda de Badfinger Tom Evans grabaron dos álbumes bajo el nombre de Badfinger, " Airwaves" en 1978, y "  Say No More  en 1981. Él y Evans se separaron después de  Say No More  y los dos actuaron en bandas rivales de Badfinger hasta que Evans se suicidó en 1983.
La carrera de Molland desde 1983 ha sido con varios grupos y dúos de rock, y ha realizado giras bajo el nombre de Badfinger o como "Joey Molland's Badfinger". Las versiones anteriores de estos grupos incluían a veces al baterista original de Badfinger Mike Gibbins. Molland jugó un papel decisivo en el lanzamiento de una grabación en vivo de Badfinger en 1974 en Rykodisc en 1991, llamada "Day After Day: Live", que recibió reacciones críticas mixtas debido a la sobregrabación y un orden de pistas reordenado.
Las grabaciones en solitario de Molland han sido bien recibidas. Su primera, "After The Pearl", fue lanzada en 1983 en Earthtone Records. Su segundo, "The Pilgrim", fue lanzado en 1992 en Rykodisc. Su tercero, "This Way Up", fue lanzado de forma independiente en 2001. Su álbum más actual, "Return To Memphis", fue lanzado el 13 de diciembre de 2013.
Molland volvió al estudio en 2015 con miembros de 10,000 Maniacs (Ladies First) para lanzar una nueva versión de la canción clásica, "Sweet Tuesday Morning" del álbum de 1972 de Badfinger "Straight Up". La colaboración, en sociedad con HAIL! Fredonia Records de la Universidad Estatal de Nueva York en Fredonia tiene como objetivo "expandir el apoyo a quienes necesitan ayuda y aumentar el empoderamiento de la comunidad" con los ingresos para apoyar a una organización mundial sin fines de lucro, WhyHunger.
A finales de 2019 Molland realizó una gira con Todd Rundgren, Jason Scheff, Micky Dolenz y Christopher Cross en celebración del álbum doble homónimo de The Beatles, bajo la pancarta "Hace cincuenta años hoy: un tributo al álbum blanco de los Beatles". Molland interpretó las canciones de Badfinger " Baby Blue" y "No Matter What".

## Vida personal
Molland vivía en Minnesota y tenía dos hijos adultos, Joseph Charles III y Shaun. Continuó de gira con el nombre de Joey Molland's Badfinger.

## Discografía

### Con The Masterminds
- She Belongs to Me" (canción. de 1965)

### Con Gary Walker y The Rain
- Álbum No. 1  (1968)

### Con Badfinger
- No Dice  (1970)
- Straight Up  (1971)
- Ass  (1973)
- Badfinger  (1974)
- Wish You Were Here  (1974)
- Airwaves  (1979)
- Say No More  (1981)

### Con Natural Gas
- Natural Gas  (1976)

### Solo
- After The Pearl  (1983)
- The Pilgrim  (1992)
- Basil  (also known as "Demo's Old and New") (1997)
- This Way Up  (2001)
- Return to Memphis  (2013)
- Be True to Yourself  (2020)

### Como artista invitado
- The Concert For Bangla Desh  (álbum)
- All Things Must Pass  de George Harrison (álbum)
- Imagine  de John Lennon (álbum)
- Victory Gardens  (1991) con el dúo folk John & Mary
- Wear A New Face  de Tim Schools (álbum de 2015; producido por Molland)

## Composiciones de nota
- "Love Is Gonna Come at Last" ( Billboard    chart No. 69 por Badfinger)